# Premio letterario Asti d'Appello
Il Premio Letterario Asti d'Appello è un riconoscimento letterario italiano assegnato annualmente ad Asti nel mese di novembre. Il premio viene conferito a un'opera di narrativa italiana che, pur essendo stata finalista nei maggiori premi letterari italiani dell'anno, non ne è risultata vincitrice. Il premio è stato istituito su iniziativa dell'Associazione Premio Letterario Asti d'Appello, di cui è presidente onorario l'avvocato e cantautore Paolo Conte. Nel 2023, il premio ha celebrato la sua XV edizione.

## Origini
Il Premio Letterario Asti d'Appello ha recuperato, dopo molti anni, un nome e un'idea originale dei tardi anni ’60: rimettere in gioco i romanzi entrati nella graduatoria dei maggiori premi letterari nazionali, ma che non hanno vinto, e offrir loro una seconda chance, una "sentenza d’appello". Il premio, che ebbe il merito di premiare illustri esclusi quali Anna Banti per "Noi credevamo" e Italo Calvino per "Le cosmicomiche", venne abbandonato sull’onda delle contestazioni del ’68. La sollecitazione a riprendere l’iniziativa è venuta nel 2009 da Paolo Conte, l’avvocato e chansonnier astigiano, ed è stata accolta dalla Biblioteca Astense, che si fa carico dell’organizzazione. Rispetto alle passate edizioni un’innovazione riguarda la 'giuria togata', che è composta da magistrati e giuristi: un modo sorridente ed ironico di evidenziare l’analogia del premio con un iter processuale, accentuata anche dall’arringa a sostegno della propria opera che ogni scrittore in concorso pronuncia davanti alla giuria e al pubblico del Teatro Alfieri, sede della cerimonia.

## Modalità di premiazione
Il meccanismo del Premio prevede che un gruppo di 6 soci che si sono resi disponibili come lettori volontari selezioni annualmente tra tutti i romanzi finalisti ai grandi premi letterari quelli che parteciperanno al Premio d’Appello. Da ottobre a fine settembre vengono selezionati gli scrittori (da un minimo di 8 a un massimo di 10) finalisti: la scelta del vincitore è determinata dai voti della giuria popolare, composta da lettori che annualmente si iscrivono alla Associazione Premio d’Appello (ca. 130) e della giuria giovane (ca. 150 allievi delle scuole superiori cittadine), cui si sommano quelli della giuria ‘togata’, che sono ponderati, ovvero in un rapporto matematico tra il numero di giuristi presenti e numero e voti dei giurati popolari e giovani. Tradizionalmente l’ultima domenica di novembre, nel Teatro Alfieri di Asti, si tiene la cerimonia conclusiva, che prevede l’arringa di ciascun scrittore a difesa del proprio romanzo di fronte ai togati e un breve concerto durante il quale la giuria togata si riunisce nella ‘camera di consiglio’ per proclamare il vincitore. La cerimonia è stata presentata per anni dall’attrice e giornalista Chiara Buratti e dal giornalista e disc jockey Massimo Cotto, scomparso nel 2024. Oggi si è aggiunta alla conduzione Roberta Bellesini.

## Opere Premiate
2024
Franco Faggiani, L'inventario delle nuvole, Fazi Editore
2023
Rosella Postorino, Mi limitavo ad amare te, Feltrinelli
2022
Claudio Piersanti, Quel maledetto Vronskij, Rizzoli
2021
Marina Marazza, Io sono la strega, Solferino
2020
Fabiano Massimi, L’angelo di Monaco, Longanesi
2019
Benedetta Cibrario, Il rumore del mondo, Mondadori
2018
Marco Balzano, Resto qui, Einaudi
2017
Wlodek Goldkorn, Il bambino nella neve, Feltrinelli
2016
Marcello Fois, Luce perfetta, Einaudi
2015
Paola Capriolo, Mi ricordo, Giunti
2014
Michele Mari, Roderick Duddle, Einaudi
2013
Francesca Melandri, Più alto del mare, Rizzoli
2012
Lidia Ravera, Piangi pure, Bompiani
2011
Federica Manzon, Di fama e di sventura, Mondadori
2010
Antonio Pennacchi, Canale Mussolini, Mondadori
2009
Dunja Badnjevic, L'isola nuda, Bollati Boringhieri ex aequo con Elena Loewenthal, Conta le stelle, se puoi, Einaudi